# 감북로
감북로(甘北路)는 경기도 하남시 감일동부터 광암동 소방서삼거리까지 잇는 도로이다. 기점과 종점은 모두 서하남로와 접한다. 하남감북동우체국, 감북동주민센터, 서부초등학교가 위치한다.